# Blindia japonica
Blindia japonica är en bladmossart som beskrevs av Brotherus 1921. Blindia japonica ingår i släktet blindior, och familjen Seligeriaceae. Inga underarter finns listade i Catalogue of Life.